# Re gan mian
Le rè gān miàn (chinois simplifié : 热干面 ; chinois traditionnel : 熱乾麵 ; pinyin : rè gān miàn ; litt. « nouilles sèches et chaudes ») est un plat de la cuisine ècài (鄂菜), de la province du Hubei, inspiré par le dàndàn miàn du Sichuan.
Contrairement au dàndàn miàn qui est servi en soupe, le rè gān miàn est servi en sauce.
Il est souvent servi dans de petits bols jetables en carton, dans des petites échoppes de Wuhan et, plus généralement, dans toute la province du Hubei.
Il contient des nouilles de farine de blé, une sauce pimentée aux haricots noirs salés, de la sauce sésame (proche de la tahina), et de la coriandre fraiche, parsemée sur le plat au dernier moment. On y ajoute assez souvent du vinaigre de riz.